# Митрополія Ренн
Митрополія Ренн (фр. Province ecclésiastique de Rennes) — митрополія римо-католицької церкви у Франції. Утворена 1859 році. Включає архідієцезію та 8 дієцезій. Головною святинею є Собор святого Петра в Ренн